# ماريا فاسكيز
ماريا فاسكيز (بالإسبانية: María Vázquez)‏ هي ممثلة إسبانية، ولدت في 19 مارس 1979 في إسبانيا.

## وصلات خارجية
- ماريا فاسكيز على موقع IMDb (الإنجليزية)
- ماريا فاسكيز على موقع قاعدة بيانات الفيلم (الإنجليزية)